# Luther (televisieserie)
Luther is een Britse psychologische politieserie met in de hoofdrol Idris Elba als Detective Chief Inspector John Luther. Een eerste reeks van zes afleveringen werd uitgezonden op BBC One vanaf 4 mei tot 8 juni 2010. 
De tweede en derde serie van elk vier afleveringen waren te zien op BBC One in respectievelijk 2011 en 2013. De serie wordt ook uitgezonden op Canvas en door de KRO op Nederland 3. De vierde serie van twee afleveringen werd uitgezonden op 15 en 22 december 2015 en de vijfde van vier afleveringen van 1 t/m 4 januari 2019.
DCI John Luther is een detective die voor de London Metropolitan Police: Serial Crime Unit werkt. Zijn positie als bewogen politieman staat altijd voorop. Zijn toewijding is een vloek en een zegen voor zichzelf, zijn geliefde en zijn medewerkers en levert hem ook veel vijanden op binnen het politiekorps.
Na een eerste seizoen van zes afleveringen in 2010, een tweede van vier in 2011 en een derde van vier in 2013 was het onzeker of er nog een vervolg zou komen. De serie is in het Verenigd Koninkrijk gemengd ontvangen. Desgevraagd zei hoofdrolspeler Idris Elba: "We’ll have to see what the appetite is like for it at the end of this series. If it’s a good, healthy appetite then we’ll figure out how we’re going to do some more."
Hoewel bedenker Neil Cross eerst bevestigde dat er van Luther geen vierde seizoen zal worden gemaakt is dat twee jaar later toch gebeurd. Ook komt er waarschijnlijk nog een film over detective John Luther.
In 2017 werd er bevestigd dat er een vijfde seizoen zou komen. De opnames waren in 2018 en in januari 2019 gingen de vier nieuwe afleveringen in première.

## Muziek
De muziek bij de intro is een verkorte versie van het nummer Paradise Circus van Massive Attack van het album Heligoland. De aftitelingsmuziek van de episodes is bijna altijd uniek (alleen Don't let me be misunderstood van Nina Simone komt twee keer voor).
- S1E1 - Gun van Emilíana Torrini.
- S1E2 - She van Suede
- S1E3 - Feeling good van Muse
- S1E4 - Everybody’s gotta learn sometime van Beck
- S1E5 - Breathe me van Sia
- S1E6 - Don't let me be misunderstood van Nina Simone
- S2E1 - Big bad wolf van The Heavy
- S2E2 - Flash van Joan as Police Woman
- S2E3 - Sweet dreams van Marilyn Manson
- S2E4 - Palaces of Montezuma van Grinderman
- S3E1 - I got a thing van Hanni El Khatib
- S3E2 - Me and the devil van Gil Scott Heron
- S3E3 - In shreds van The Chameleons
- S3E4 - Never gonna give you up van The Black Keys
- S4E1 - Money is not our god d (Babylon Dub) van Killing Joke
- S4E2 - A few hours after this... (2015 version) van The Cure[3]
- S5E1 - Come together van Spiritualized
- S5E2 - Boys & girls van Alabama Shakes
- S5E3 - In this light and on this evening van Editors
- S5E4 - Don't let me be misunderstood van Nina Simone

## Rolverdeling
- Idris Elba als Detective Chief Inspector John Luther
- Ruth Wilson als Alice Morgan
- Warren Brown als Detective Sergeant Justin Ripley
- Paul McGann als Mark North
- Dermot Crowley als Detective Superintendent Martin Schenk
- Nikki Amuka-Bird als Detective Sergeant Erin Gray
- Kierston Wareing als Caroline Jones
- Aimee-Ffion Edwards als Jenny Jones
- Pam Ferris als Baba
- Alan Williams als Frank Hodge
- David Dawson als Toby Kent
- Michael Smiley als Benny 'Deadhead' Silver
- Steven Mackintosh als Detective Chief Inspector Ian Reed
- Indira Varma als Zoe Luther
- Saskia Reeves als Detective Superintendent Rose Teller